# Миглена Александрова
Миглена Дойкова Александрова е българска журналистка и политик. Народен представител от парламентарната група на „Атака“ в XLII и XLIII народно събрание. Водеща на предаването „Медийни лъжи“ по телевизия АЛФА.

## Биография
Родена е на 30 октомври 1982 г. в София.
На парламентарните избори през 2013 година е избрана за народен представител от листата на „Атака“ за 23 МИР София.
На парламентарните избори през 2014 година е избрана за народен представител от „Атака“ отново. Тя е на второ място след Деница Гаджева в 23 МИР София. Партията печели само един мандат, но Деница Гаджева се отказва от парламента и влиза Миглена Александрова.